# Calyptopogon maithonensis
Calyptopogon maithonensis är en tvåvingeart som beskrevs av Saha och Gupta 1995. Calyptopogon maithonensis ingår i släktet Calyptopogon och familjen svidknott. Inga underarter finns listade i Catalogue of Life.